# Ózdi iparvasút
Az Ózdi iparvasút, gyakran Bánréve–Ózd–Nádasd iparvasút egy mára már elbontott keskeny nyomközű vasútvonal volt Magyarország területén.

## Története
1847-ben Ózdon vasipari üzem (később Ózdi Kohászati Üzemek) létesült. Ennek kiszolgálására a MÁV-hoz 1870 és 1872 között Bánrévében keskeny nyomközű (1000 mm) vasútvonal épült (11,4 km). 1873-ra elkészült az Ózd-Borsodnádasdi rész is a borsodi szénbányákhoz, később az 1864-ben alapított Borsodnádasdi Lemezgyárhoz (16,3 km). A vasútvonalat a tulajdonos Rima-Murányvölgyi Vasmű Egylet üzemeltette. 1876-ig csak teherszállítás folyt a vonalon, ekkor vezették be a személyszállítást is. A vonatok vontatása két darab gőzmozdony segítségével történt. 1887-ben a Rima-Murányvölgyi Vasmű Egylet kérésére az Ózd-Bánréve közötti szakaszt normál nyomtávúvá építették át. 
Az iparvasúthoz különböző szárnyvonalak épültek, így:
- Arlói szárnyvonal
- Bánszállási szárnyvonalak
- Bató bánya szárnyvonal
- Borsodnádasdi szárnyvonal
- Mocsolyási szárnyvonal
- Somsályi szárnyvonal

Az Ózdi Kohászati Üzemeken belül 53 km hosszúságú iparvasúti hálózat működött, ami 1997 után 7 km-re rövidült.
Ezek, a bányákhoz tartozó szárnyvonalak az 1960-as/1970-es évekig üzemeltek. A kisvasút a lemezgyár 1991-es bezárását követően, 1992-ben szűnt meg. A felhagyott vágányait hamarosan elbontották. A10-es pályaszámú gőzmozdonyát a Közlekedési Múzeum nagycenki kisvasúti skanzenjébe, a 30. pályaszámú gőzmozdonyát a mosonmagyaróvári állomásra szállították. Az 1970-es években két darab Mk45-ös román dízelmozdonyt is beszereztek az iparvasútra. Ezeket egyes források szerint a kisvasút felszámolása után értékesítették, majd Szlovákiába, később talán Iránba kerültek. Jakóts Ádám 1997-ben a Borsodnádasdi Lemezgyár területén az említett mozdonyok mellett még számos tehervagont látott, amelyeket honlapján meg is örökített. Ezeknek sorsa ugyancsak bizonytalan. A somsályi mellékvonalon közlekedett gőzmozdony és kocsik jelenleg a gyárral szemben lévő Ózdi Múzeum melletti ipartörténeti parkban vannak kiállítva. Ózd-Hodoscsépány városrésze és Borsodnádasd között a hajdani kisvasút nyomvonalán kerékpárút épült.

## Képgaléria

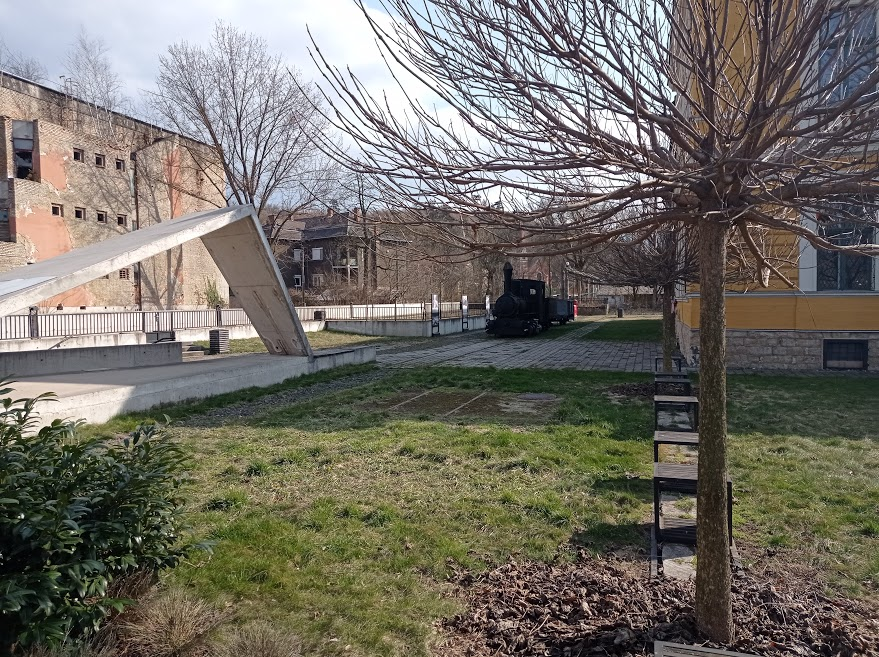
A somsálybányai mellékvonal vonata az ipartörténeti parkban lévő vasútállomás-imitációban kiállítva
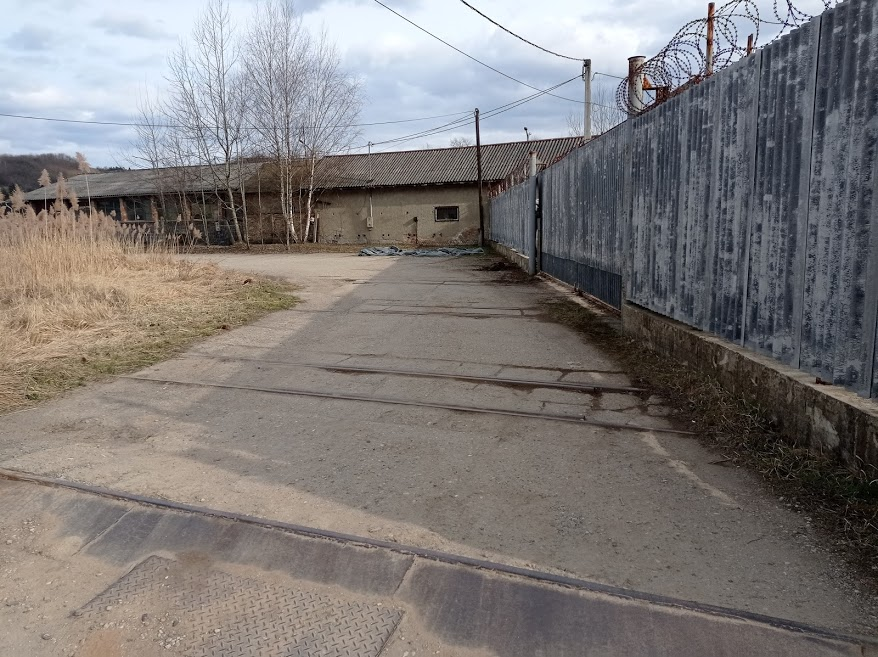
Az utolsóként megmaradt vágányok Hódoscsépányban, 2021-ben
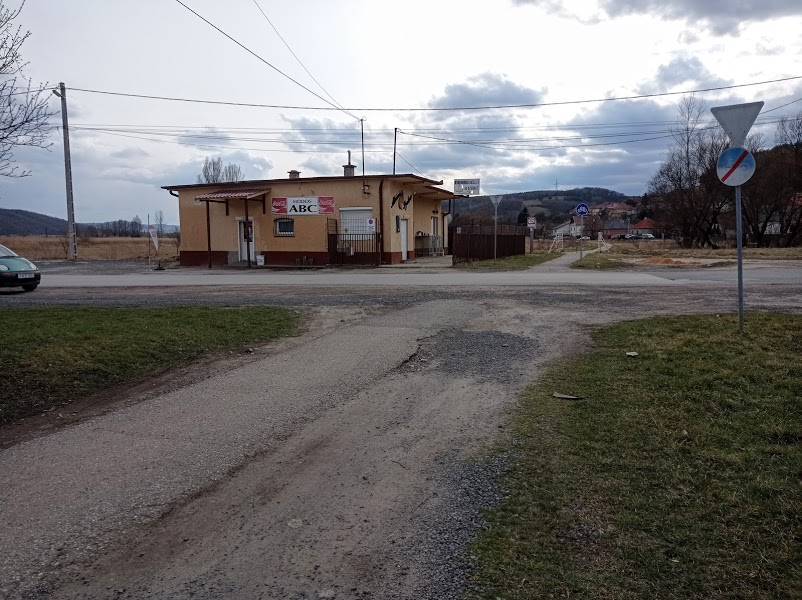
Hodoscsépány megállóhely
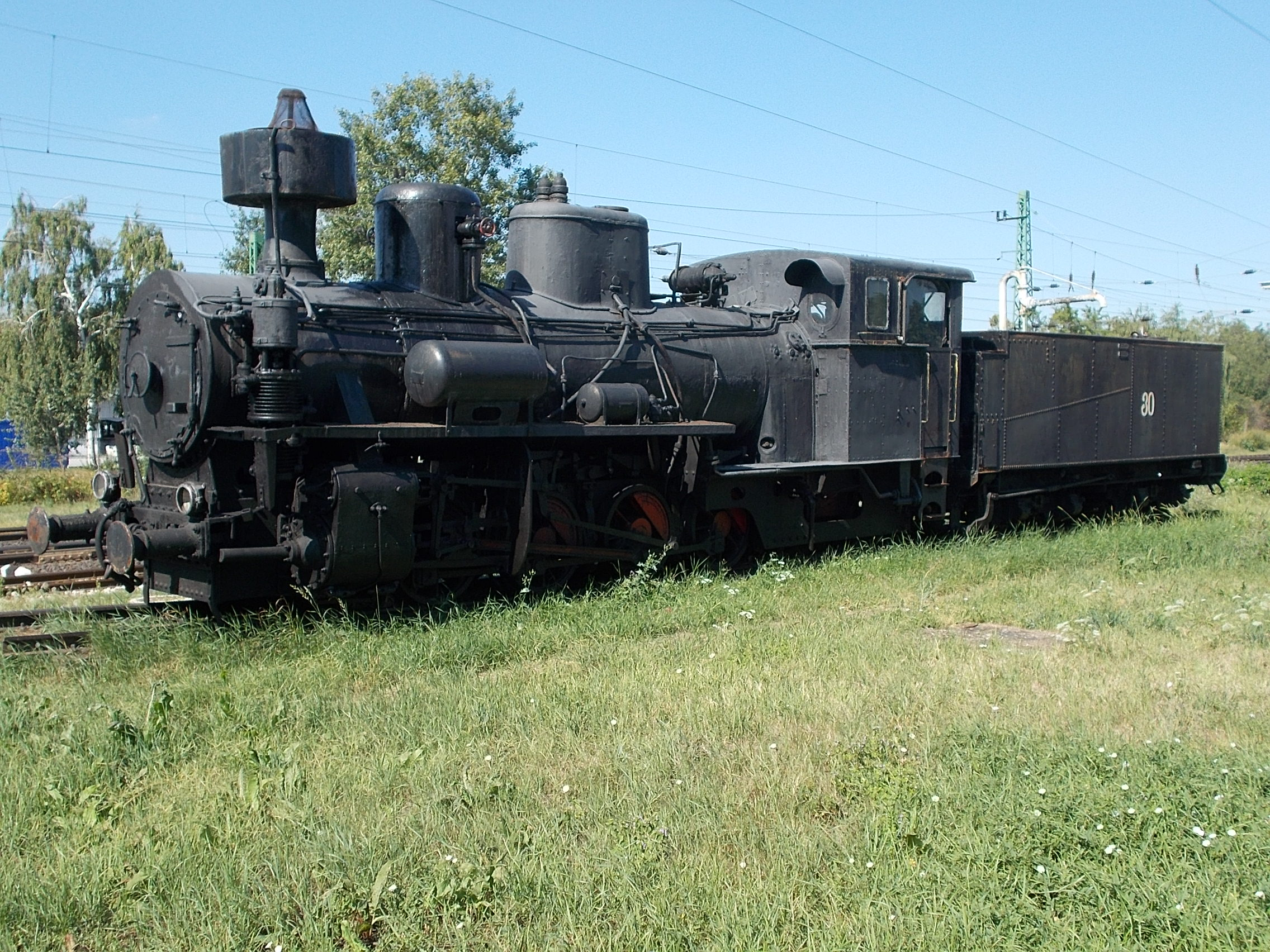
a vasút egyik gőzöse Mosonban, Mosonmagyaróvár vasútállomáson kiállítva